# إدوين دي. وولي
إدوين دي. وولي هو شخصية أعمال وقسيس وسياسي أمريكي، ولد في 28 يونيو 1807، وتوفي في 12 أكتوبر 1881.